# 해리 햄린

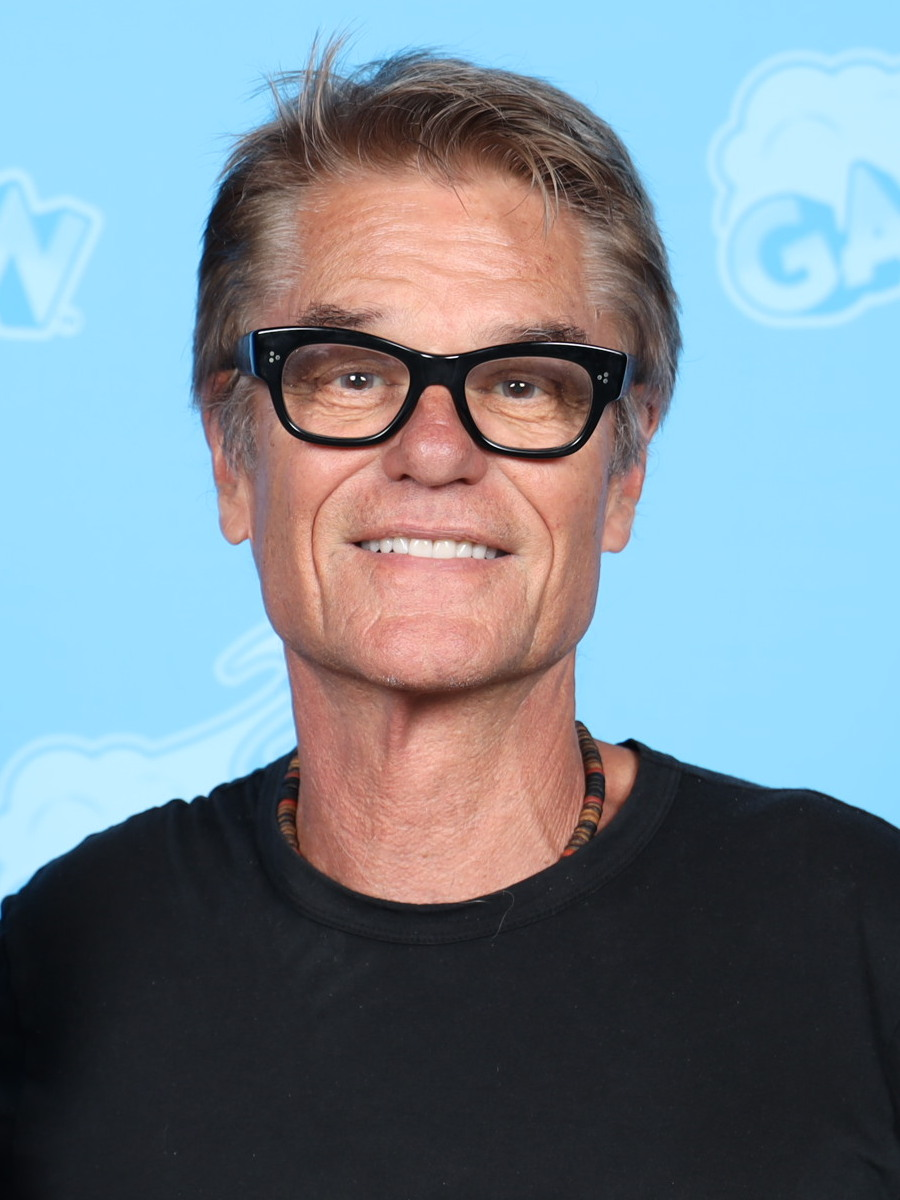
2023년 모습

해리 로빈슨 햄린(Harry Robinson Hamlin, 1951년 10월 30일 ~ ) 은 미국의 영화와 텔레비전 배우이다. 대표작으로 《타이탄 족의 멸망》(1981), 《누드 살인》(1993), 《세이브 미》(1994) 등이 있다.
로라 존슨에 이어 니컬렛 셰리든과 재혼했으나 2년 만에 이혼하였다. 이후 1997년 리사 리나와 결혼해 현재까지 함께 하고 있다.

## 출연 작품

### 영화
- 타이탄 족의 멸망 (1981) - 페르세우스 역
- 누드 살인 (1993, Under Investigation)
- 세이브 미 (1994, Save Me)
- 여동생의 비밀 (2015)
- 디렉터스 컷 (2016)
- 에이티 포 브래디 (2023)

### 텔레비전
- L.A. 로 (1986-91)
- 매드맨 (2013-14)

### 비디오 게임
- 갓 오브 워 II (2007) - 페르세우스 역